# Whiting Writers' Award
O Whiting Writers’ Award é um prêmio estadunidense presenteado anualmente para dez escritores emergentes de ficção, não-ficção poesia e esportistas. O prêmio é financiado pela Mrs. Giles Whiting Foundation e tem sido apresentado de 1985  Os ganhadores recebem US $40,000.
2017
- Clare Barron, na categoria "teatro"
- Jen Beagin, na categoria "ficção"
- Francisco Cantú, na categoria "não-ficção"
- Clarence Coo, teatro
- Kaitlyn Greenidge, na categoria "ficção"
- Lisa Halliday, na categoria "ficção"
- James Ijames, na categoria "teatro"
- Tony Tulathimutte, na categoria "ficção"
- Simone White, na categoria "poesia"
- Phillip B. Williams, na categoria "poesia"

2016
- Brian Blanchfield, na categoria "não-ficção"
- J. D. Daniels, na categoria "não-ficção"
- LaTasha N. Nevada Diggs, na categoria "poesia"
- Madeleine George, teatro
- Mitchell S. Jackson, na categoria "ficção"
- Alice Sola Kim, na categoria "ficção"
- Catherine Lacey, na categoria "ficção"
- Layli Long Soldier, na categoria "poesia"
- Safiya Sinclair, na categoria "poesia"
- Ocean Vuong, na categoria "poesia"

2015
- Anthony Carelli, na categoria "poesia"
- Leopoldine Core, na categoria "ficção"
- Aracelis Girmay, na categoria "poesia"
- Lucas Hnath, teatro
- Jenny Johnson, poesia
- Dan Josefson, na categoria "ficção"
- Elena Passarello, na categoria "não ficção"
- Roger Reeves, poesia
- Azareen Van der Vliet Oloomi, na categoria "ficção"
- Anne Washburn, teatro

2013
- Hannah Dela Cruz Abrams, na categoria "ficção" & "não ficção"
- Amanda Coplin, na categoria "ficção"
- Jennifer duBois, na categoria "ficção"
- Virginia Grise, dramaturga
- Ishion Hutchinson, poesia
- Morgan Meis, na categoria "não ficção"
- C.E. Morgan, na categoria "não ficção"
- Rowan Ricardo Phillips, poesia
- Clifford Thompson, na categoria "não-ficção"

2012
- Ciaran Berry, na categoria "poesia"
- Danai Gurira, dramaturgo
- Alan Heathcock, na categoria "ficção"
- Samuel D. Hunter, dramaturgo
- Mona Mansour, dramaturgo
- Anthony Marra, na categoria "ficção"
- Meg Miroshnik, dramaturgo
- Hanna Pylväinen, na categoria "ficção"
- Sharifa Rhodes-Pitts, na categoria "não-ficção"
- Atsuro Riley, na categoria "poesia"

2011
- Scott Blackwood, na categoria "ficção"
- Ryan Call, na categoria "ficção"
- Don Mee Choi, na categoria "poesia"
- Paul Clemens, na categoria "não-ficção"
- Eduardo C. Corral, na categoria "poesia"
- Amy Herzog, dramaturgo
- Shane McCrae, na categoria "poesia"
- Daniel Orozco, na categoria "ficção"
- Teddy Wayne, na categoria "ficção"
- Kerri Webster, na categoria "poesia"

2010
- David Adjmi, dramaturgo
- Elif Batuman, na categoria "não-ficção"
- Michael Dahlie, na categoria "ficção"
- Matt Donovan, na categoria "poesia"
- Rattawut Lapcharoensap, na categoria "ficção"
- Amy Leach, na categoria "não-ficção"
- Lydia Peelle, na categoria "ficção"
- Saïd Sayrafiezadeh, na categoria "não-ficção"
- Jane Springer, na categoria "poesia"
- L.B. Thompson, na categoria "poesia"

2009
- Jericho Brown, na categoria "poesia"
- Jay Hopler, na categoria "poesia"
- Adam Johnson, na categoria "ficção"
- Rajiv Joseph, dramaturgo
- Joan Kane, na categoria "poesia"
- Michael Meyer, na categoria "não-ficção"
- Nami Mun, na categoria "ficção"
- Hugh Raffles, na categoria "não-ficção"
- Salvatore Scibona, na categoria "ficção"
- Vu Tran, na categoria "ficção"

2008
- Mischa Berlinski, na categoria "ficção"
- Rick Hilles, na categoria "poesia"
- Donovan Hohn, na categoria "não-ficção"
- Douglas Kearney, na categoria "poesia"
- Laleh Khadivi, na categoria "ficção"
- Manuel Muñoz (writer)*Manuel Muñoz, na categoria "ficção"
- Dael Orlandersmith, dramaturgo
- Benjamin Percy, na categoria "ficção"
- Julie Sheehan, na categoria "poesia"
- Lysley Tenorio, na categoria "ficção"

2007
- Sheila Callaghan, dramaturgo
- Ben Fountain, na categoria "ficção"
- Paul Guest, na categoria "poesia"
- Brad Kessler, na categoria "ficção"
- Cate Marvin, na categoria "poesia"
- Tarell Alvin McCraney, dramaturgo
- Carlo Rotella, na categoria "não-ficção"
- Dalia Sofer, na categoria "ficção"
- Peter Trachtenberg, na categoria "não-ficção"
- Jack Turner, na categoria "não-ficção"

2006
- Sherwin Bitsui, na categoria "poesia"
- Charles D’Ambrosio, na categoria "ficção"
- Stephen Adly Guirgis, na categoria "esportista"
- Tyehimba Jess, na categoria "poesia"
- Suji Kwock Kim, na categoria "poesia"
- Yiyun Li, na categoria "ficção"
- Micheline Aharonian Marcom, na categoria "ficção"
- Nina Marie Martínez, na categoria "ficção"
- Bruce Norris, na categoria "esportista"
- Patrick O’Keeffe, na categoria "ficção"

2005
- Sarah Shun-lien Bynum, na categoria "ficção"
- Thomas Sayers Ellis, na categoria "poesia"
- Nell Freudenberger, na categoria "ficção"
- Rinne Groff, na categoria "esportista"
- Ilya Kaminsky, na categoria "poesia"
- Seth Kantner, na categoria "ficção"
- John Keene, na categoria "ficção"/poesia
- Dana Levin, na categoria "poesia"
- Spencer Reece, na categoria "poesia"
- Tracy K. Smith, na categoria "poesia"

2004
- Daniel Alarcon, na categoria "ficção"
- Kirsten Bakis, na categoria "ficção"
- Catherine Barnett, na categoria "poesia"
- Dan Chiasson, na categoria "poesia"
- Allison Glock, na categoria "não-ficção"
- Elana Greenfield, na categoria "esportista"
- A. Van Jordan, na categoria "poesia"
- Victor LaValle, na categoria "ficção"
- John Jeremiah Sullivan, na categoria "não-ficção"
- Tracey Scott Wilson, na categoria "esportista"

2003
- Courtney Angela Brkic, na categoria "ficção" and não-ficção
- Alexander Chee, na categoria "ficção"
- Christopher Cokinos, na categoria "não-ficção"
- Trudy Dittmar, na categoria "não-ficção"
- Major Jackson, na categoria "poesia"
- Agymah Kamau, na categoria "ficção"
- Ann Pancake, na categoria "ficção"
- Lewis Robinson, na categoria "ficção"
- Jess Row, na categoria "ficção"
- Sarah Ruhl, na categoria "esportista"

2002
- Jeffrey Renard Allen, na categoria "ficção"
- Elizabeth Arnold, na categoria "poesia"
- Justin Cronin, na categoria "ficção"
- Kim Edwards, na categoria "ficção"
- David Gewanter, na categoria "poesia"
- Melissa James Gibson, na categoria "esportista"
- Michelle Huneven, na categoria "ficção"
- Danzy Senna, na categoria "ficção"
- Evan Smith, na categoria "esportista"
- Joshua Weiner, na categoria "poesia"

2001
- Judy Blunt, na categoria "não-ficção"
- Joel Brouwer, na categoria "poesia"
- Emily Carter, na categoria "ficção"
- Kathleen Finneran, na categoria "não-ficção"
- Matthew Klam, na categoria "ficção"
- Brighde Mullins, na categoria "esportista"
- Akhil Sharma, na categoria "ficção"
- Jason Sommer, na categoria "poesia"
- Samrat Upadhyay, na categoria "ficção"
- John Wray, na categoria "ficção"

2000
- Robert Cohen, na categoria "ficção"
- Samantha Gillison, na categoria "ficção"
- Andrew X. Pham, na categoria "não-ficção"
- Lily King, na categoria "ficção"
- James McManus, na categoria "ficção"
- Albert Mobilio, na categoria "poesia"/ficção
- James Thomas Stevens/Aronhiotas, na categoria "poesia"
- Kelly Stuart, na categoria "esportista"
- Colson Whitehead, na categoria "ficção"
- Claude Wilkinson, na categoria "poesia"

1999
- Gordon Grice, na categoria "não-ficção"
- Michael Haskell, na categoria "poesia"
- Ehud Havazelet, na categoria "ficção"
- Terrance Hayes, na categoria "poesia"
- Naomi Iizuka, na categoria "esportista"
- Ben Marcus, na categoria "ficção"
- Yxta Maya Murray, na categoria "ficção"
- ZZ Packer, na categoria "ficção"
- Margaret Talbot, na categoria "não-ficção"
- Martha Zweig, na categoria "poesia"

1998
- Michael Byers, na categoria "ficção"
- Nancy Eimers, na categoria "poesia"
- Daniel Hall, na categoria "poesia"
- W. David Hancock, na categoria "esportista"
- James Kimbrell, na categoria "poesia"
- Ralph Lombreglia, na categoria "ficção"/não-ficção
- D. J. Waldie, na categoria "não-ficção"
- Anthony Walton, na categoria "ficção"
- Charles Harper Webb, na categoria "poesia"
- Greg Williamson, na categoria "poesia"

1997
- Jo Ann Beard, na categoria "não-ficção"
- Connie Deanovich, na categoria "poesia"
- Erik Ehn, na categoria "esportista"
- Forrest Gander, na categoria "poesia"
- Jody Gladding, na categoria "poesia"
- Suketu Mehta, na categoria "ficção"/não-ficção
- Ellen Meloy, na categoria "não-ficção"
- Josip Novakovich, na categoria "ficção"/não-ficção
- Melanie Rae Thon, na categoria "ficção"
- Mark Turpin, na categoria "poesia"

1996
- Anderson Ferrell, na categoria "ficção"
- Cristina Garcia, na categoria "ficção"
- Molly Gloss, na categoria "ficção"
- Brigit Pegeen Kelly, na categoria "poesia"
- Brian Kiteley, na categoria "ficção"
- Chris Offutt, na categoria "ficção"/não-ficção
- Elizabeth Spires, na categoria "poesia"
- Patricia Storace, na categoria "não-ficção"/poesia
- Judy Troy, na categoria "ficção"
- A.J. Verdelle, na categoria "ficção"

1995
- André Aciman, na categoria "não-ficção"
- Michael Cunningham, na categoria "ficção"
- Lucy Grealy, na categoria "não-ficção"/poesia
- Suzannah Lessard, na categoria "não-ficção"
- Reginald McKnight, na categoria "ficção"
- James McMichael, na categoria "poesia"
- Mary Ruefle, na categoria "poesia"
- Russ Rymer, na categoria "não-ficção"
- Matthew Stadler, na categoria "ficção"
- Melanie Sumner, na categoria "ficção"

1994
- Mark Doty, na categoria "poesia"
- Louis Edwards, na categoria "ficção"
- Kennedy Fraser, na categoria "não-ficção"
- Mary Hood, na categoria "ficção"
- Randall Kenan, na categoria "ficção"/não-ficção
- Wayne Koestenbaum, na categoria "não-ficção"/poesia
- Rosemary Mahoney, na categoria "não-ficção"
- Claudia Roth Pierpont, na categoria "não-ficção"
- Mary Swander, na categoria "poesia"/não-ficção
- Kate Wheeler, na categoria "ficção"

1993
- Jeffrey Eugenides, na categoria "ficção"
- Dagoberto Gilb, na categoria "ficção"
- Kevin Kling, na categoria "esportista"
- Mark Levine, na categoria "poesia"
- Nathaniel Mackey, na categoria "poesia"/ficção
- Dionisio D. Martìnez, na categoria "poesia"
- Sigrid Nunez, na categoria "ficção"
- Janet Peery, na categoria "ficção"
- Kathleen Peirce, na categoria "poesia"
- Lisa Shea, na categoria "ficção"

1992
- Roger Fanning, na categoria "poesia"
- Eva Hoffman, na categoria "não-ficção"
- R.S. Jones, na categoria "ficção"
- J.S. Marcus, na categoria "ficção"
- Jane Mead, na categoria "poesia"
- Suzan-Lori Parks, na categoria "esportista"
- Katha Pollitt, na categoria "poesia"/não-ficção
- Keith Reddin, na categoria "esportista"
- José Rivera, na categoria "esportista"
- Damien Wilkins, na categoria "ficção"

1991
- Stanley Crouch, na categoria "não-ficção"
- Rebecca Goldstein, na categoria "ficção"
- Allegra Goodman, na categoria "ficção"
- John Holman, na categoria "ficção"
- Cynthia Kadohata, na categoria "ficção"
- Scott McPherson, na categoria "esportista"
- Thylias Moss, na categoria "poesia"
- Rick Rofihe, na categoria "ficção"
- J Anton Shammas, na categoria "ficção"/não-ficção
- Franz Wright, na categoria "poesia"

1990
- Emily Hiestand, na categoria "poesia"
- Tony Kushner, na categoria "esportista"
- Yannick Murphy, na categoria "ficção"
- Lawrence Naumoff, na categoria "ficção"
- Dennis Nurkse, na categoria "poesia"
- Mark Richard, na categoria "ficção"
- Harriet Ritvo, na categoria "não-ficção"
- Christopher Tilghman, na categoria "ficção"
- Amy Wilentz, na categoria "não-ficção"
- Stephen Wright, na categoria "ficção"

1989
- Ellen Akins, na categoria "ficção"
- Russell Edson, na categoria "poesia"
- Ian Frazier, na categoria "não-ficção"
- Mary Karr, na categoria "poesia"
- Natalie Kusz, na categoria "não-ficção"
- Luc Sante, na categoria "não-ficção"
- Timberlake Wertenbaker, na categoria "esportista"
- Marianne Wiggins, na categoria "ficção"
- Tobias Wolff, na categoria "não-ficção"/ficção
- C. D. Wright, na categoria "poesia"

1988
- Michael Burkard, na categoria "poesia"
- Lydia Davis, na categoria "ficção"
- Bruce DuVy, na categoria "ficção"
- Gerald Early, na categoria "não-ficção"
- Jonathan Franzen, na categoria "ficção"
- Mary La Chapelle, na categoria "ficção"
- Li-Young Lee, na categoria "poesia"
- Sylvia Moss, na categoria "poesia"
- GeoVrey O’Brien, na categoria "não-ficção"
- William T. Vollmann, na categoria "ficção"

1987
- Mindy Aloff, na categoria "não-ficção"
- Joan Chase, na categoria "ficção"
- Mark Cox, na categoria "poesia"
- Pam Durban, na categoria "ficção"
- Gretel Ehrlich, na categoria "não-ficção"
- Deborah Eisenberg, na categoria "ficção"
- Alice McDermott, na categoria "ficção"
- Reinaldo Povod, na categoria "esportista"
- Michael Ryan, na categoria "poesia"
- David Foster Wallace, na categoria "ficção"

1986
- John Ash, na categoria "poesia"
- Hayden Carruth, na categoria "poesia"
- Kent Haruf, na categoria "ficção"
- Denis Johnson, na categoria "ficção"
- Darryl Pinckney, na categoria "não-ficção"/ficção
- Padgett Powell, na categoria "ficção"
- Mona Simpson, na categoria "ficção"
- Frank Stewart, na categoria "poesia"
- Ruth Stone, na categoria "poesia"
- August Wilson, na categoria "esportista"

1985
- Raymond Abbott, na categoria "ficção"
- Douglas Crase, na categoria "poesia"
- Stuart Dybek, na categoria "ficção"
- Jorie Graham, na categoria "poesia"
- Linda Gregg, na categoria "poesia"
- Wright Morris, na categoria "ficção"/não-ficção
- Howard Norman, na categoria "ficção"
- James Robison, na categoria "ficção"
- James Schuyler, na categoria "poesia"
- Austin Wright, na categoria "ficção"/não-ficção